# Víctor Vázquez i Solsona
Víctor Vázquez Solsona (Barcelona, Catalunya, 20 de gener de 1987) és un futbolista català format a les categories inferiors del FC Barcelona, que juga com a centrecampista i que actualment milita a l'Al-Arabi SC qatarià.

## FC Barcelona
Víctor Vázquez va començar a jugar a futbol als cinc anys, al Futbol Club Martinenc, situat al Guinardó, el seu barri. Amb vuit anys, un observador del Club de Futbol Damm va recrutar-lo, i s'hi va estar tres anys més, passant de Benjamí a Aleví B. Va debutar amb el primer equip el 12 d'abril del 2008 contra el Recreativo de Huelva a la Lliga. Josep Guardiola i Sala es va endur Víctor Vázquez pels partits de pretemporada del Barça 2008/2009, on va jugar 3 partits com a titular.
El 8 de febrer de 2009 Vázquez va patir una greu lesió en un genoll en un partit del Barça Atlètic que el va mantenir de baixa per lesió durant 4 mesos.

## Club Brugge KV
El mes de juny del 2011 es va fer pública la seva decisió de fitxar per l'equip belga del Club Brugge KV, el seu traspàs va ser gratuït, ja que el jugador acabava contracte aquella mateixa temporada. En el debut en la Lliga Belga va marcar un gol en la victòria 5-0 del seu equip.

## Palmarès

### FC Barcelona
- 1 Lliga de Campions (2008-09)
- 1 Copa del Rei (2008-09)
- 1 lliga espanyola (2008-09)